# Nigel Evans
Nigel Martin Evans (sinh ngày 10 tháng 11 năm 1957) là một chính khách người Anh phục vụ với tư cách là thành viên Quốc hội (MP) cho Ribble Valley ở Lancashire từ năm 1992. Là thành viên của đảng Bảo thủ, ông là Thư ký điều hành chung của Ủy ban 1922 từ 2017 đến 2019. Ông từng là Phó Chủ tịch thứ nhất của  Ways and Means, một trong ba đại biểu của Phát ngôn viên, từ năm 2010 đến 2013. Ông được bầu làm Phó Chủ tịch thứ hai về Ways and Means vào năm 2020.
Ông là một nhà phê bình mạnh mẽ của Liên minh châu Âu và ủng hộ Brexit trong cuộc trưng cầu dân ý năm 2016 của EU. Kể từ đó, ông đã ủng hộ Leave Means Leave, một nhóm chiến dịch Eurosceptic và ủng hộ ông Boris Johnson cho Thủ tướng.

## Tuổi thơ
Evans sinh ngày 10 tháng 11 năm 1957 tại Swansea. Ông được giáo dục tại địa phương tại Trường Dynevor, và tại Đại học College of Swansea, nơi ông có bằng Cử nhân Nghệ thuật chính trị năm 1979. Ông tham gia quản lý cửa hàng bán báo và tiện lợi của gia đình mình ở Swansea.

## Đời tư
Vào ngày 18 tháng 12 năm 2010, Evans tiết lộ với The Mail on Sunday rằng ông là người đồng tính, nói rằng ông chán ngấy việc sống cuộc đời như một lời nói dối.
Vào ngày 4 tháng 5 năm 2013, Evans đã bị bắt vì nghi ngờ hãm hiếp và tấn công tình dục. Phiên tòa của ông bắt đầu vào ngày 10 tháng 3 năm 2014. Ông đã được tha bổng cho tất cả các chi phí vào ngày 10 tháng 4 năm 2014. Năm 2012, ông đã hỗ trợ cắt giảm lớn cho trợ giúp pháp lý, trở thành một phần của Đạo luật Trợ giúp pháp lý, tuyên án và trừng phạt người phạm tội 2012 (LASPO); vào năm 2018, sau khi mất tiền tiết kiệm cả đời để tự bảo vệ mình vào năm 2014, Evans nói rằng kinh nghiệm đó đã cho ông thấy rằng "Điều đó sai, hoàn toàn sai, để loại bỏ quyền của mọi người để có đại diện pháp lý chuyên gia... Chúng tôi chắc chắn đang nói về công lý bị từ chối là kết quả của LASPO."